# Mirra (Alaleona)
(Mirra)
Mirra è un'opera in due atti ed un intermezzo composta da Domenico Alaleona. Il libretto utilizza gli ultimi due atti della tragedia Mirra di Vittorio Alfieri, messe in musica senza cambiamenti né tagli. L'opera costituisce dunque uno dei primi esempi della tradizione di una Literaturoper in lingua italiana. L'intermezzo venne eseguito per la prima volta il 21 marzo 1912 al teatro Augusteo di Roma e successivamente al teatro alla Scala di Milano.
L'opera fu portata a termine nel corso del l'anno successivo e presentata ad un concorso indetto dal comune di Roma; venne poi rappresentata, per intera, al teatro Costanzi di Roma il 31 marzo 1920 con Carmelo Alabiso e Nazzareno De Angelis.

## Trama
Mirra, figlia del re di Cipro Ciniro, è in procinto di sposare Pereo, re d'Epiro, giovane virtuoso ed innamorato della fanciulla. Mirra è però vittima di un malefizio lanciatole contro dalla dea Venere, che infuriata con la madre della ragazza, l'ha fatta innamorare perdutamente del padre.
Alla cerimonia nuziale Mirra è colta da apparente follia, affermando d'essere posseduta dalle Furie. Pereo, disperato, annuncia che non si sposerà più con Mirra e, dopo essere ripartito, si suicida.
Ciniro, addolorato per la morte di Pereo, chiede alla figlia di chi è veramente innamorata, promettendogli che acconsentirà, pur di vederla felice, al matrimonio con l'oggetto del suo desiderio. Mirra confessa il suo amore incestuoso e, presa la spada del padre, si trafigge il petto.
Le sue ultime parole saranno di rimprovero verso la nutrice Euriclea che non le fornì l'arma prima che ella si confessasse al padre.